# Bechtheimer Gebück

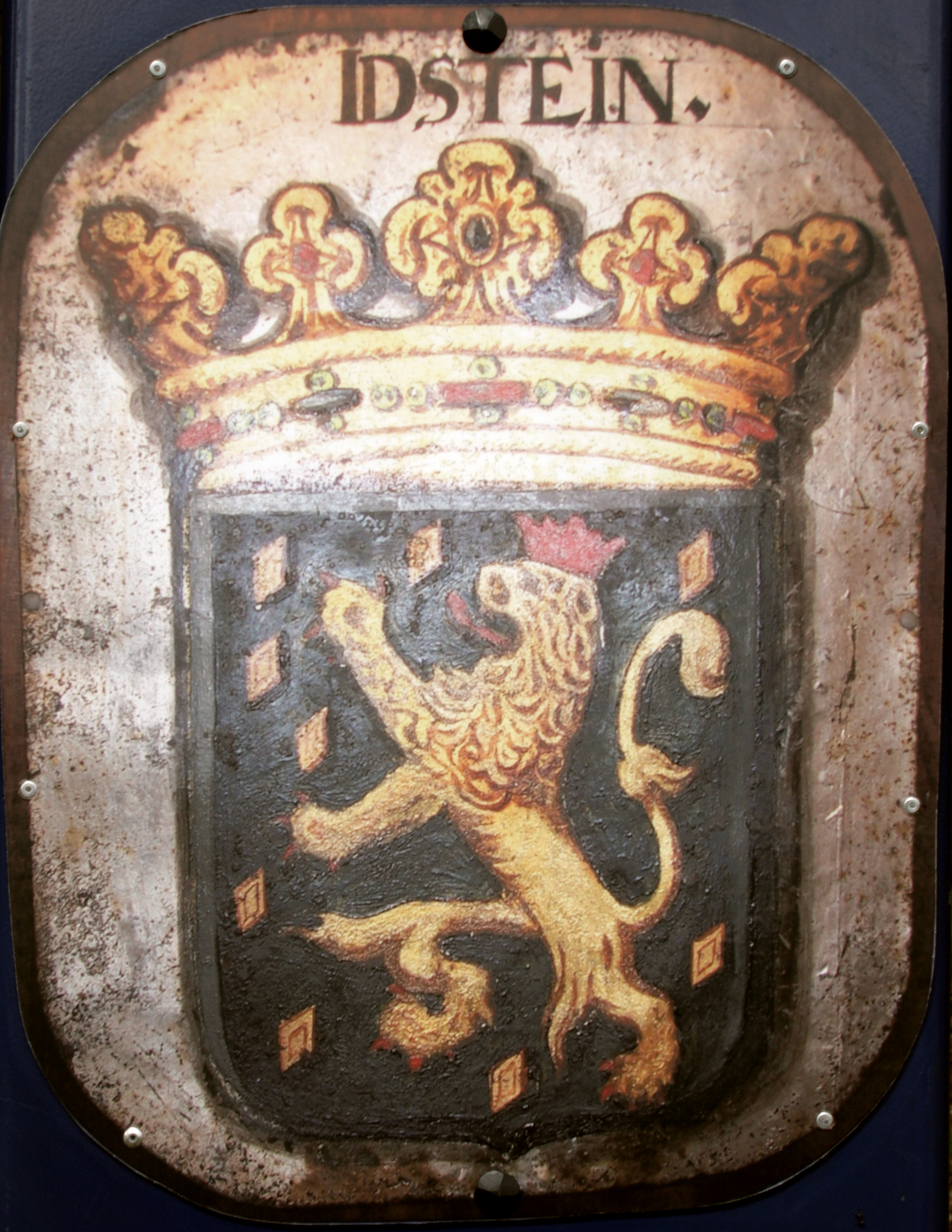
Reproduktion des nassau-idsteinischen Hoheitszeichens am „Bechtheimer Schlag“

Das Bechtheimer Gebück ist eine alte, knapp 19 Kilometer lange Landwehr der Herrschaft Nassau-Idstein, die sich zwischen der Hohen Straße Limburg-Frankfurt (dem heutigen Autobahnanschluss Bad Camberg) und dem Ort Zollhaus erstreckte.

## Verlauf
Das Bechtheimer Gebück begann etwa dort, wo sich heute die Autobahnabfahrt Bad Camberg befindet. Von dort zog ein größtenteils natürlicher Graben in das Wörsbachtal hinab, in die Nähe der heutigen Radwegbrücke bei der Beuerbacher Untermühle (Neumühle). Durch die schmale Schlucht des Wörsbachs ging es in einer Linienführung, die in etwa der gegenwärtigen Grenze zwischen den Landkreisen Limburg Weilburg und Rheingau-Taunus sowie den Gemeinden Hünfelden und Hünstetten entspricht, in südwestlicher Richtung über natürliche Gräben auf die Höhe, dann als Wall und Graben bis in die Nähe von Ketternschwalbach. Dort schlug das Gebück eine Kurve ein und wendete sich wieder nach Nordwesten in Richtung Zollhaus. Durch Zollhaus verlief die Straßenverbindung von Diez über Adolfseck in den Rheingau.

## Aufbau
Die Grenzanlage bestand auf der Höhe aus einem zwei bis drei Meter tiefen Graben mit anschließendem Wall. Abschnittsweise war der Graben auch doppelt ausgeführt. Teilweise wurde die Wallanlage von Menschenhand angelegt. Wo es ging, nutzten die Erbauer natürliche Geländeeinschnitte. Auf dem von nassau-idsteinischer Seite gesehen „inländischen“ Hang des Walls ließen die Erbauer das eigentliche, 20 bis 30 Meter tiefe Gebück aus Hainbuchen und Dornensträuchern pflanzen. Diese Gewächse wurden „gebückt“. Das bedeutete, die Triebe nach unten zu knicken und zu verflechten, damit sie miteinander verwuchsen und ein undurchdringliches Gestrüpp bildeten.
Für die angrenzenden Dörfer Beuerbach, Bechtheim und Ketternschwalbach sind Flurnamen belegt, die sich auf das Gebück beziehen. Die Bewohner waren dazu verpflichtet, die Grenzanlage zu pflegen. Einmal im Jahr zog eine herrschaftliche Abordnung an der Hecke entlang und kontrollierte, ob die Arbeiten auch gewissenhaft ausgeführt worden waren. „Haingerichte“ konnten Strafen für die Beschädigung des Gebücks verhängen.
Der Handel musste trotz des Gebücks möglich bleiben, insbesondere auf der „Bubenheimer Straße“, der Vorläuferin der heutigen Hühnerstraße Bundesstraße 417. Sie verlief in diesem Abschnitt damals noch über die heutige Landstraße K 509 zwischen dem Hünfeldener Ortsteil Ohren und Hünstetten-Bechtheim. Dort besaß das Gebück einen Durchlass mit Schlagbaum, an dem der Landesherr bis zum Anfang des 19. Jahrhunderts Zoll erhob. Noch heute ist die Gemarkung als „Bechtheimer Schlag“ bekannt. Möglich ist, dass sich etwas weiter nordöstlich eine Befestigung befand, vielleicht nur eine hölzerne Unterkunft für wenige Bewaffnete. Das würde den heutigen Namen der Gemarkung „Schanzenkopf“ erklären. Weitere Zollstationen kontrollierten die Hohe Straße (Köln-Frankfurt) und die Straße im Aartal bei Zollhaus. Im Verlauf des 18. Jahrhunderts wurde die „Bubenheimer Straße“ zunehmend durch die „Poststraße“ abgelöst, die
dem heutigen Verlauf der Bundesstraße 417 entspricht.

## Geschichte
Mitinitiator des Bechtheimer Gebücks war vermutlich Graf Gerlach I. von Nassau (1285–1361). Er wollte damit die Bedrohung seines Herrschaftsbereichs durch die zahlreichen Fehden dieser Zeit verringern. Vor allem befanden sich die Nassauer in Auseinandersetzungen mit dem Erzbistum Trier, das über Montabaur, Camberg und ab 1344 zur Hälfte über Limburg herrschte. Auch mit den Grafen von Diez, Eppstein und Katzenelnbogen sowie anderen Zweigen des Hauses Nassau kam es immer wieder zu Auseinandersetzungen. Mit der zunehmenden Expansion des Hauses Nassau, insbesondere auf Kosten des Diezer Grafengeschlechts, das Ende des 14. Jahrhunderts ausstarb, befanden sich bald nassauische Besitzungen auch außerhalb des Gebücks. 1355 erhielt Johann I. von Nassau-Weilburg die Herrschaft über Teile der Grafschaft Diez, u. a. Kirberg und Ohren. Im gleichen Jahr kam es nach Streitigkeiten zu einer Erbeinigung zwischen Johann I., Graf von Nassau-Weilburg und Adolf I., Graf von Nassau-Wiesbaden-Idstein. Damit bildete der Heckenstreifen auch die Abgrenzung zwischen verschiedenen nassauischen Territorien. Das zwischen den Brüdern weiterhin Grenzverletzungen in Beuerbach, Bechtheim und Ketternschwalbach auftraten, zeigt eine Klageschrift Adolfs über Johann 1368. Die erste direkte Erwähnung des Gebücks stammt aus einer Grenzregelung von 1594.

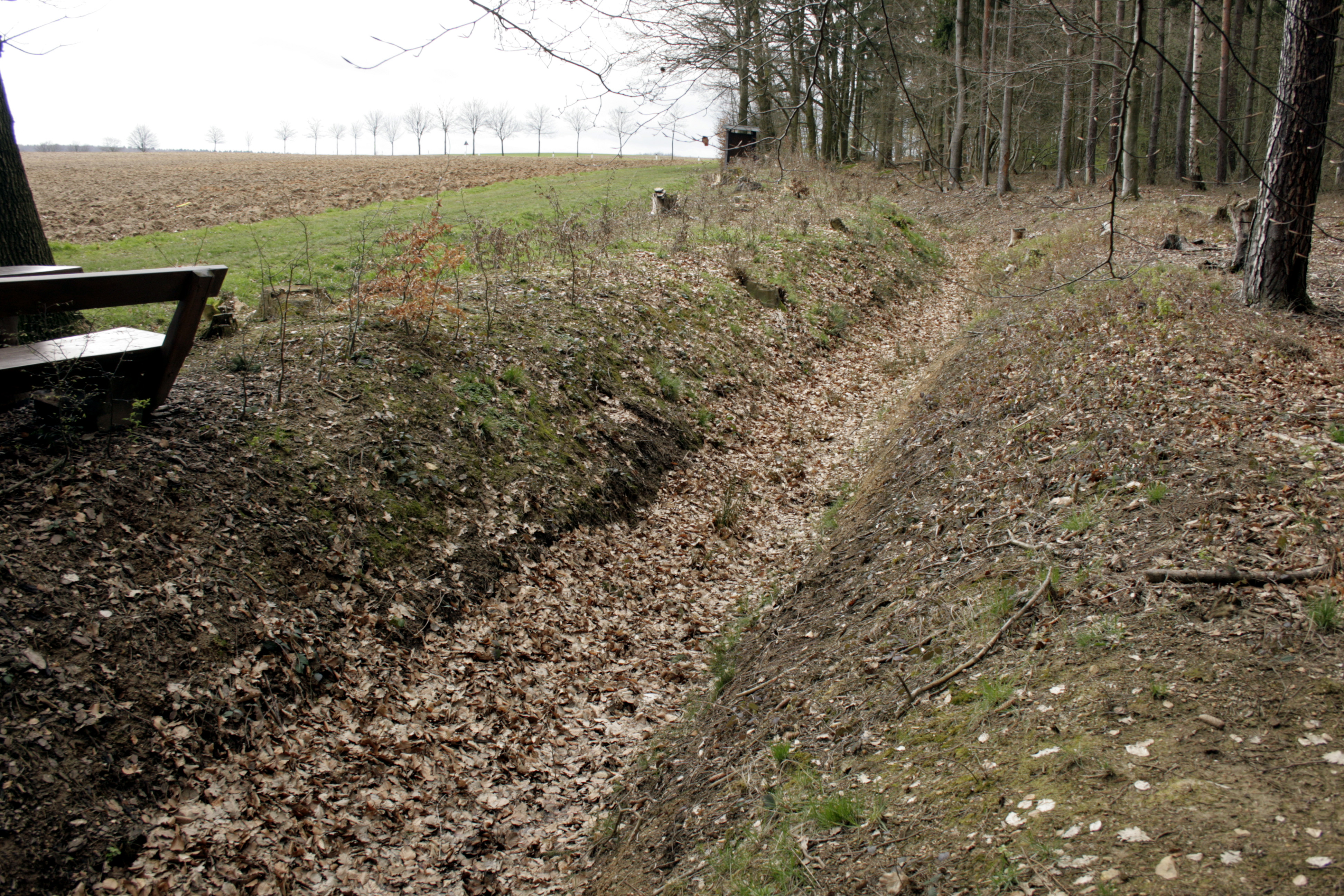
Rekonstruierter Abschnitt des Bechtheimer Gebücks. Die Bäume im Hintergrund markieren die Landstraße, die dem früheren Verlauf der Bubenheimer Straße folgt.

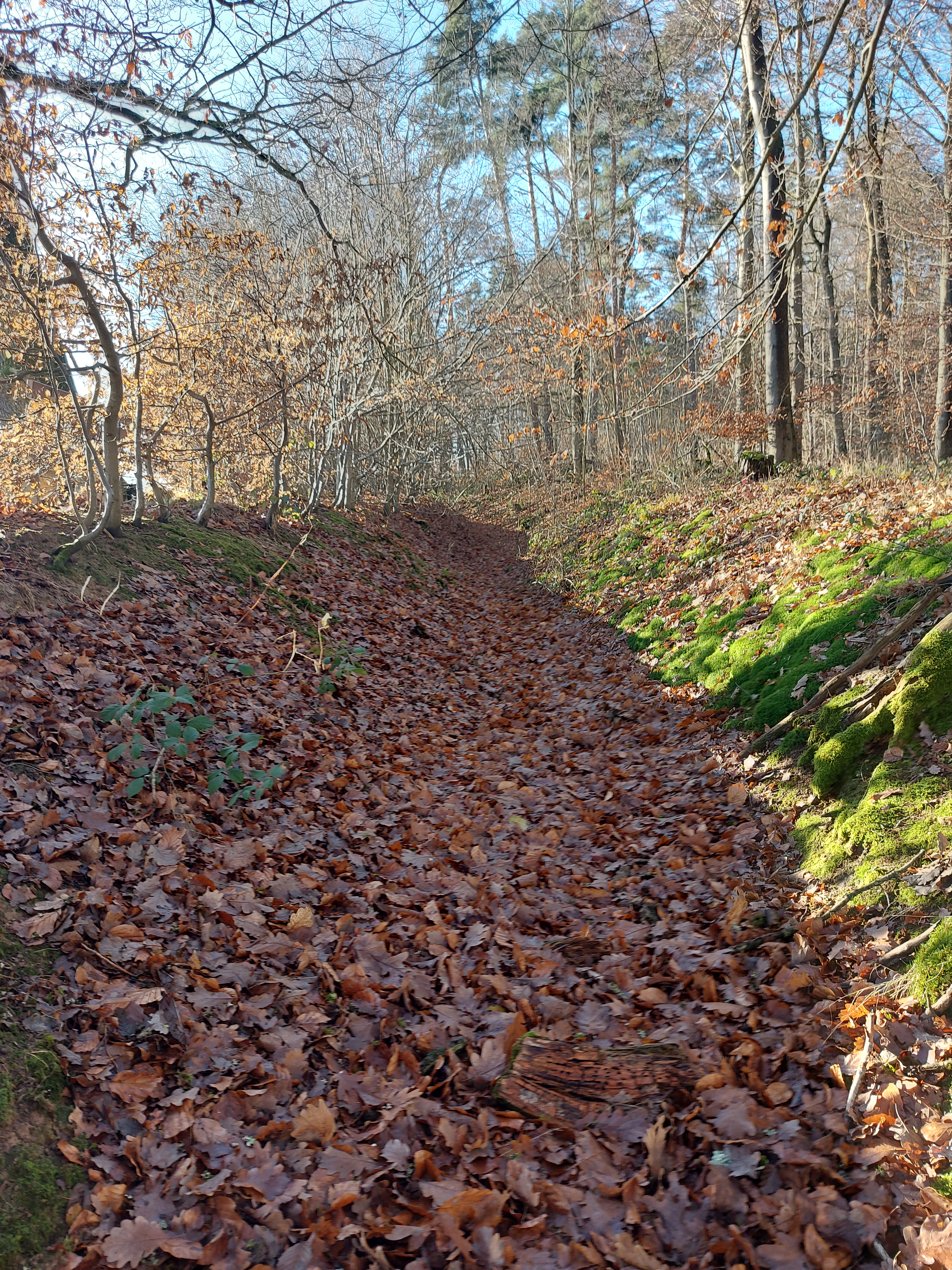
Bechtheimer Gebück (Landwehr): Graben mit Hainbuchen (links)

Im Volksmund erhielt die Zollstation den Namen „Zigeunerstock“, da dort dem fahrenden Volk sowie anderen sozialen Randgruppen der Zutritt zum nassauischen Territorium verweigert wurde.
Mit dem Fortschritt der Militärtechnik verlor das Gebück an Bedeutung. Am Ende des 17. Jahrhunderts änderte sich zudem die Streckenführung der Handelsstraße nach Westen zur Poststraße, so dass auch die Zollstation am „Bechtheimer Schlag“ an Bedeutung verlor. Für 1805 ist der letzte Zolleintreiber verbürgt. Am Ende des 18. Jahrhunderts kauften die anliegenden Gemeinden die Schutzhecke auf und ließen sie weitgehend abholzen.
Heute sind nur noch wenige Überreste der Wallanlage als Bodendenkmäler erhalten. Ein kurzes Stück dieser historische Grenzanlage am Parkplatz an der Straße von Bechtheim nach Ohren hat der Historische Verein Hünstetten 2004 wieder bepflanzt und gepflegt. Auf rund 60 Metern am „Bechtheimer Schlag“ wurden rund 400 Hainbuchen auf zwei bis drei Metern Breite gesetzt, so dass wieder ein Eindruck von Wall und Graben entsteht.